# Jamie Bodle
Jamie Bodle (* 4. Juni 1972) ist ein englischer Snookerspieler, der 2016 die English Amateur Championship gewann.

## Karriere
Bodle wurde 1992 Profispieler. In den folgenden Jahren verlor er bei fast allen Turnieren in der Qualifikation, erreichte nur zweimal eine Hauptrunde: die Runde der letzten 32 des dritten Events der Strachan Challenge 1993 und die Runde der letzten 64 der British Open 1994. Auf der Weltrangliste kam er trotzdem nicht über Platz 136 hinaus. Nachdem er 1996 seine Profikarriere auf Eis gelegt hatte, verlor er 1997 seinen Profistatus. Nach einem Jahr auf der UK Tour kehrte er trotz nicht allzu aktiver Teilnahme an der UK Tour auf die Profitour zurück, wo er aber nur an der WM-Qualifikation teilnahm. Danach verlor er seinen Profistatus wieder und nahm noch eine weitere Spielzeit an der UK Tour teil, diesmal aber erfolglos.
Seit Anfang der 2000er-Jahre nahm Bodle unregelmäßig an wichtigen englischen Amateurturnieren teil. Seinen Durchbruch hatte er 2013 mit einer Achtelfinalteilnahme bei der English Amateur Championship. Im selben Jahr erreichte er daneben das Viertelfinale der Ü40-Amateurweltmeisterschaft, 2014 stand er im Finale eines Events des German Grand Prix. Anschließend konnte er bei der Ü40-Europameisterschaft 2014 sogar das Halbfinale erreichen. 2015 gelangte er schließlich ins Achtelfinale des Snookerbacker. Nur wenig später wurde er Ü40-Vize-Europameister. Anfang 2016 feierte er schließlich mit dem Gewinn der English Amateur Championship den größten Erfolg seiner Karriere. Später im Jahr erreichte er noch das Halbfinale der Ü40-Europameisterschaft sowie das Finale des Snookerbackers. Ferner gewann er zusammen mit Aidan Owens den Ü40-Wettbewerb der EBSA European Team Championship. Durch diese Erfolge wurde Bodle, der zu diesem Zeitpunkt in einem Snookerclub in Derby trainierte, auch zu Profiturnieren eingeladen, zum Beispiel zur Snookerweltmeisterschaft 2017 und zu den English Open 2016, wo ihm ein Sieg über Matthew Stevens gelang. Zweimal nahm er zudem an der World Seniors Championship teil. Eigene Versuche, sich für die Profitour zu qualifizierten, scheiterten 2016 in der Q School.
2022 erreichte er das Halbfinale der englischen Senioren-Meisterschaft.

## Erfolge
| Ausgang         | Jahr | Turnier                                  | Finalgegner    | Ergebnis |
| --------------- | ---- | ---------------------------------------- | -------------- | -------- |
| Amateurturniere |      |                                          |                |          |
| Zweiter         | 2014 | German Grand Prix – Event 2              | Sascha Lippe   | 2:3      |
| Zweiter         | 2015 | EBSA-Senioren-Snookereuropameisterschaft | Darren Morgan  | 2:6      |
| Sieger          | 2016 | English Amateur Championship – North     | Shaun Wilkes   | 8:6      |
| Sieger          | 2016 | English Amateur Championship             | Wayne Townsend | 10:9     |
| Zweiter         | 2016 | Snookerbacker                            | Sam Craigie    | 2:4      |

Team
- Sieger des Ü40-Wettbewerbs der EBSA European Team Championship (2016)